# Apache Continuum
Apache Continuum, un sistema complementario de Apache Maven, es un servidor de integración continua que ejecuta compilaciones de acuerdo con una calendarización configurable. De manera semejante a CruiseControl, Continuum envía correos electrónicos a los desarrolladores cuando la compilación arroja fallas, sugiriendo que el responsable subsane el problema. Para agregar un proyecto a Continuum, solo es necesario identificar el pom.xml en el sistema de control de fuentes. Continuum hará automáticamente las demás tareas:
- Extraer los archivos del sistema de control de fuentes
- Ejecutar los comandos de clean y build
- Distribuir los resultados al servidor de integración
- Ejecutar las pruebas unitarias